# Klevan
Klevan (en ukrainien et en russe : Клевань ; en polonais : Klewań) est une commune urbaine de l'oblast de Rivne, en Ukraine. Sa population s'élevait à 7 650 habitants en 2021.

## Géographie
Klevan est arrosée par la rivière Stoubla et se trouve à 22 km au nord-ouest de Rivne, à 49 km à l'est de Loutsk et à 321 km à l'ouest de Kiev.
Klevan est accessible via les routes T1817 et H22.

## Histoire
L'origine de Klevan remonte probablement au XIIe siècle, mais la localité s'est développée au XVe siècle autour d'un château des Czartoryski. À l'occasion de la troisième partition de la Pologne, Klevan fut rattachée au gouvernement de Volhynie de l'Empire russe. Après la Première Guerre mondiale, elle fut polonaise. Après le Pacte germano-soviétique, elle fut occupée par l'Armée rouge puis annexée à l'Union soviétique, comme toute la Pologne orientale. De 1941 à 1944, elle fut occupée par l'Allemagne nazie. Après la Seconde Guerre mondiale, elle fit partie de la république socialiste soviétique d'Ukraine jusqu'en 1991, puis de l'Ukraine indépendante. 

## Patrimoine
- Le château de Klevan :

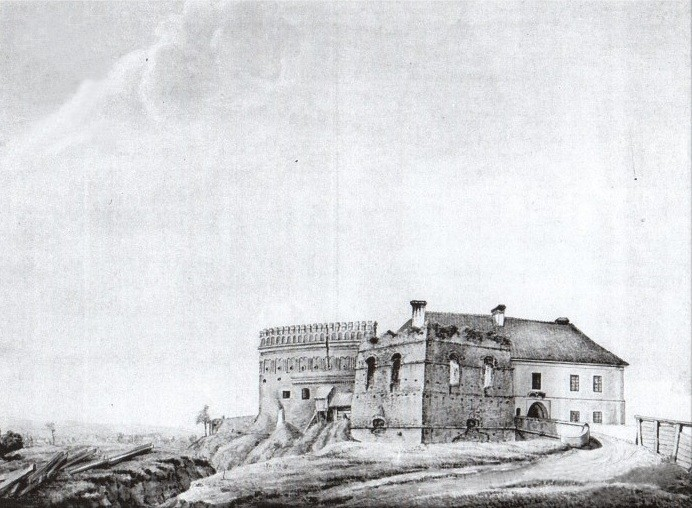
Dessin du château de Klevan au XIXe siècle.
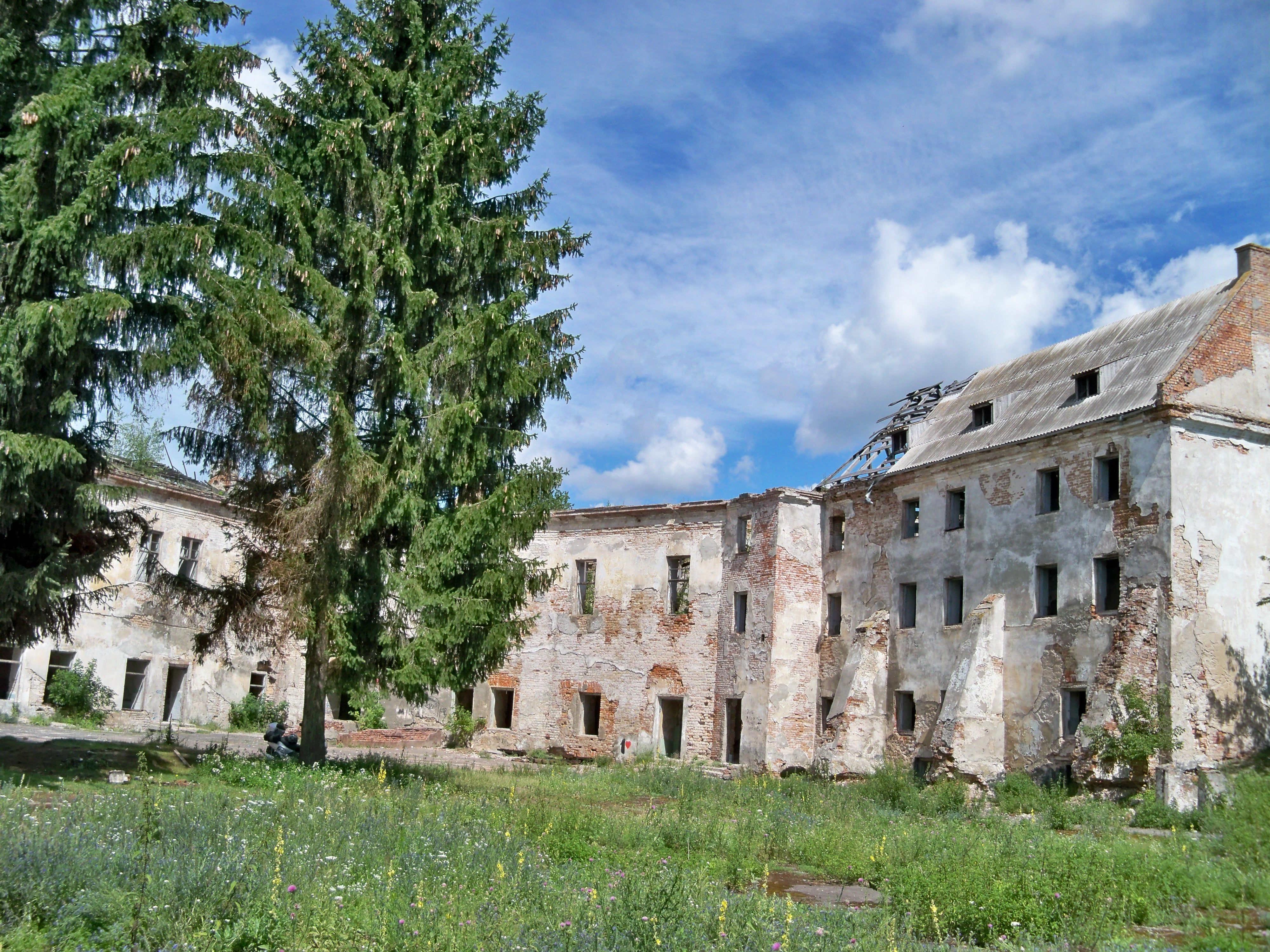
Ruines du château de Klevan.

## Tourisme
La principale attraction de la ville est le « Tunnel de l'amour », une trouée naturelle dans la forêt formée par le passage des trains entre Klevan et la localité voisine d'Orjiv.

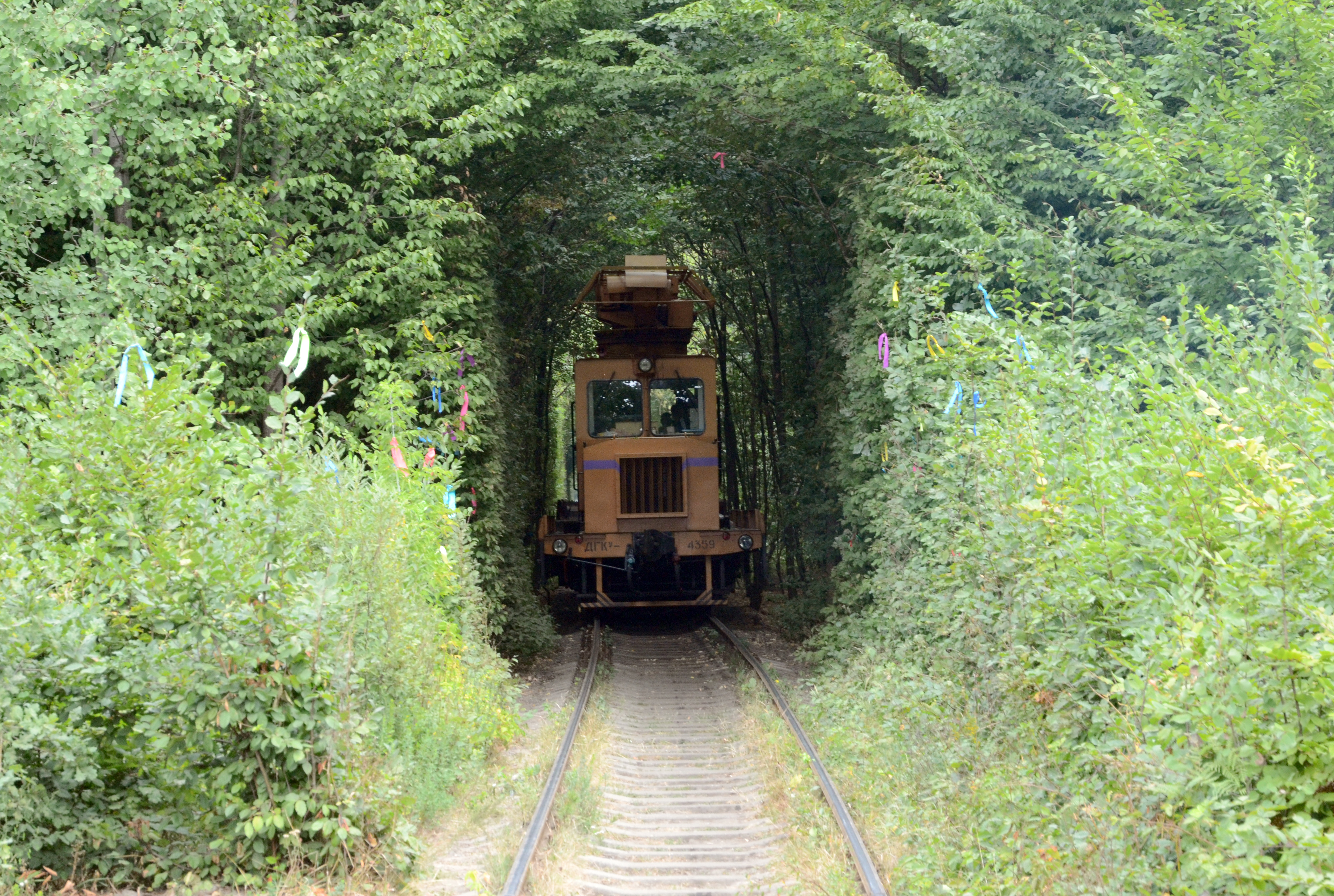
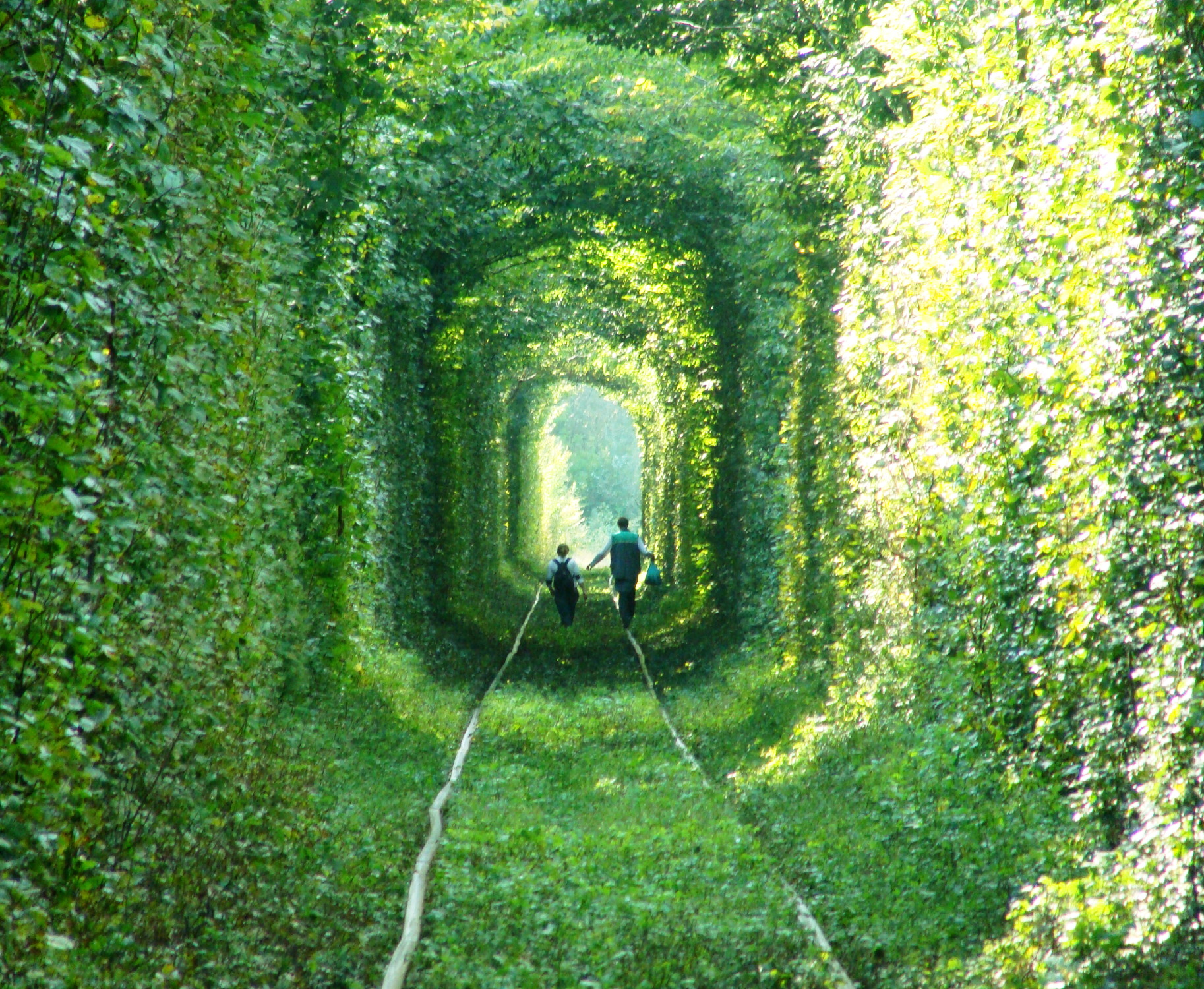

## Population
Recensements ou estimations de la population :
| 1959* | 1970* | 1979* | 1989* | 2001* | 2013  | 2014  |
| ----- | ----- | ----- | ----- | ----- | ----- | ----- |
| 5 939 | 7 747 | 8 366 | 9 235 | 8 054 | 7 731 | 7 773 |

| 2015  | 2016  | 2017  | 2018  | 2019  | 2020  | 2021  |
| ----- | ----- | ----- | ----- | ----- | ----- | ----- |
| 7 786 | 7 773 | 7 729 | 7 679 | 7 692 | 7 681 | 7 650 |